# 深蓝一代
《深蓝一代》（或《深蓝一代——中国航母纪录片》）是一部关于中国海军航母与舰载机的纪录片，由CGTN制作，2023年4月21日播出，片长约50分钟，分为《海天剑出鞘》《当有穿云志》《不畏风浪起》三部分，获得國家廣播電視總局“优秀国产纪录片”。